# Magdalena Sibylla van Pruisen

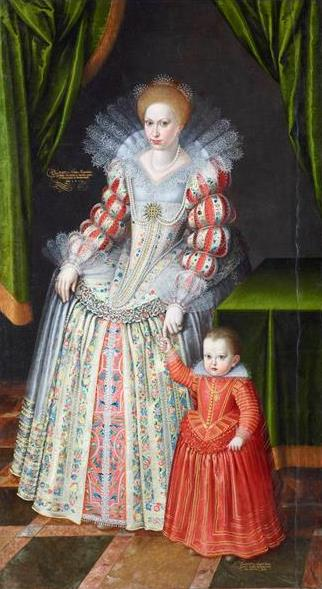
Magdalena Sibylla van Pruisen met haar zoon Christiaan, de latere hertog van Saksen-Merseburg.

Magdalena Sibylla van Pruisen (Koningsbergen, 31 december 1586 - Dresden, 12 februari 1659) was een Pruisische prinses uit het huis Hohenzollern en via haar huwelijk van 1611 tot 1656 keurvorstin van Saksen.

## Levensloop
Magdalena Sibylla was de vijfde en jongste dochter van hertog Albrecht Frederik van Pruisen uit diens huwelijk met Maria Eleonora, dochter van hertog Willem de Rijke van Gulik-Kleef-Berg. Ze groeide samen met haar zussen op in het Slot van Koningsbergen en werd opgevoed tot een geestdriftige protestante.
Op 19 juli 1607 werd ze in Torgau de tweede echtgenote van Johan George I (1585-1656), vanaf 1611 keurvorst van Saksen. Magdalena Sibylla nam het haar echtgenoot zeer kwalijk dat hij zich tijdens de Dertigjarige Oorlog afkeerde van de door haar vereerde koning Gustaaf II Adolf van Zweden en zich na de Vrede van Praag tot keizer Ferdinand II toewendde. Verder zette ze zich in voor Zweedse krijgsgevangenen die werden ingezet bij de vestingbouw in Dresden, was ze goed bevriend met de Zweedse koningin Maria Eleonora van Brandenburg en bevorderde ze schilder- en dichtkunst. Ook bezat Magdalena Sibylla een voorwerk met tuinderij en hoenderhof in Fischersdorf en was ze sinds 1644 eigenares van het landgoed Gorbitz.
In 1656 werd Magdalena Sibylla weduwe, waarna ze het Frau Kurfürstin-Haus in Dresden betrok. Ze stierf er in februari 1659 en werd bijgezet in de Dom van Freiberg.

## Nakomelingen
Magdalena Sibylla en haar echtgenoot Johan George kregen tien kinderen:
- een doodgeboren zoon (1608)
- Sophia Eleonora (1609-1671), huwde in 1627 met landgraaf George II van Hessen-Darmstadt
- Maria Elisabeth (1610-1684), huwde in 1630 met hertog Frederik III van Sleeswijk-Holstein-Gottorp
- Christiaan Albrecht (1612-1612)
- Johan George II (1613-1680), keurvorst van Saksen
- August (1614-1680), hertog van Saksen-Weißenfels
- Christiaan I (1615-1691), hertog van Saksen-Merseburg
- Magdalena Sibylla (1617-1668), huwde eerst in 1634 met kroonprins Christiaan van Denemarken en daarna in 1652 met hertog Frederik Willem II van Saksen-Altenburg
- Maurits (1619-1681), hertog van Saksen-Zeitz
- Hendrik (1622-1622)

- Gemeinsame Normdatei: 101041535
- International Standard Name Identifier: 0000 0000 0275 1458
- Nationale Bibliotheek van Polen: a0000003684791
- Système universitaire de documentation: 142721417
- Virtual International Authority File: 76673753
- WorldCat: E39PBJtxd647DRRvTrW8M8fcyd